# Fontaine Wallace

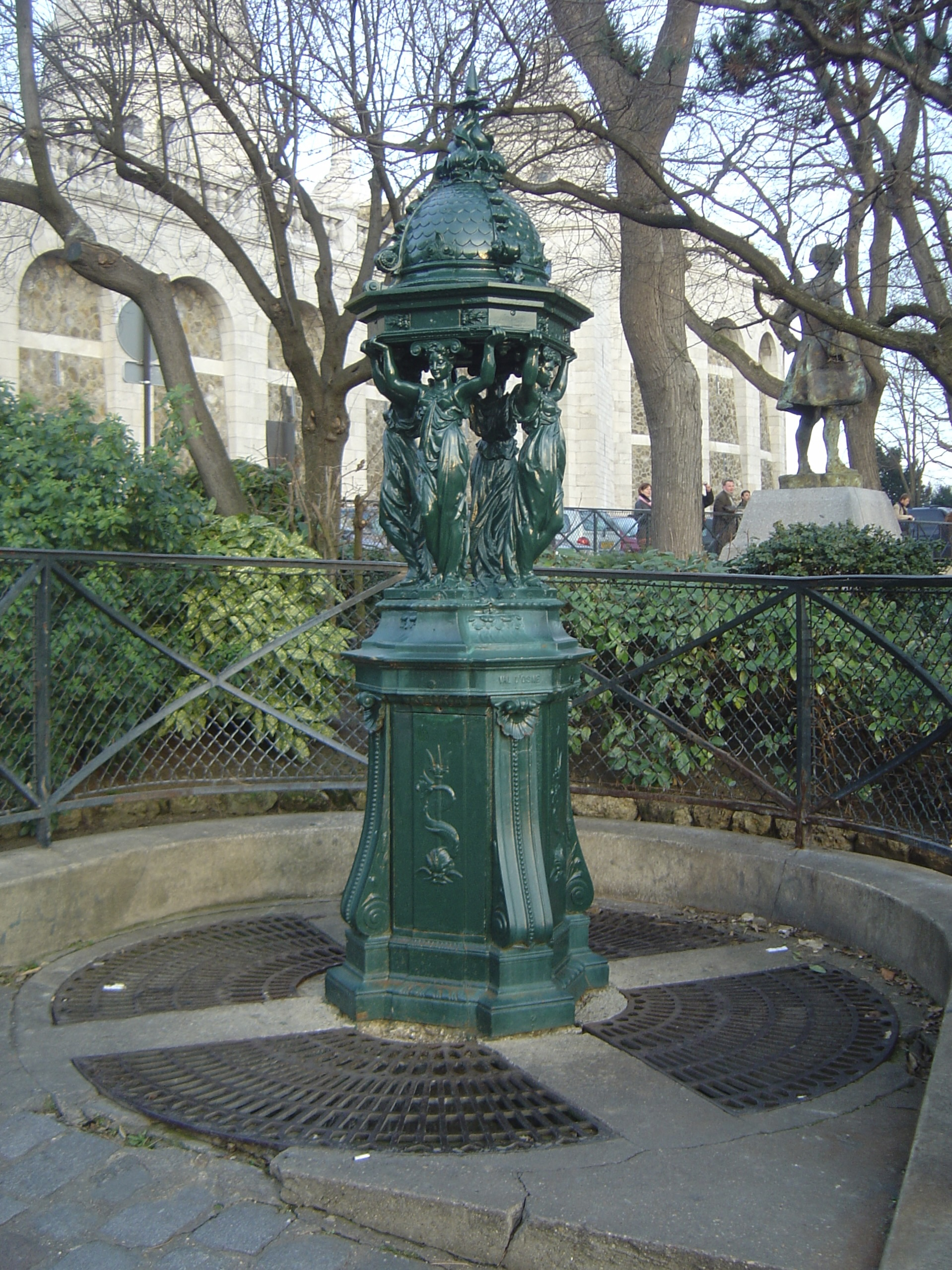
Une fontaine Wallace à Montmartre, Paris.

Pour les articles homonymes, voir Wallace et Fontaine Wallace (groupe).
La fontaine Wallace  est un point d’eau potable public, une fontaine qui se présente sous la forme d'un petit édicule en fonte présent dans plusieurs villes dans le monde.
Dessinée par Charles-Auguste Lebourg, elle tient son nom de Richard Wallace, un philanthrope britannique qui finança leur édification. Ce type de fontaine est souvent associé par les étrangers à l'image de Paris, car c'est dans cette ville que ces fontaines furent implantées en premier et c’est en France qu’il y en a le plus.

## Contexte
Pendant la guerre de 1870 déclarée par Napoléon III contre la Prusse, Paris connaît des temps très durs. La proclamation de la République, l'épisode de la Commune, les bombardements destructeurs des Prussiens, la défaite cuisante qui laisse l'Alsace-Lorraine à ces derniers, sont autant de bouleversements qui nuisent à la ville.
La reconstruction de la capitale est rapide, malgré les ravages. En moins de dix ans, elle est transformée : nouveaux bâtiments (Sacré-Cœur), nouveaux boulevards (Raspail, Saint-Germain). Mais si les travaux de raccordement des immeubles ont commencé, les dégâts causés lors de la Commune et l'augmentation de la population font que tous les Parisiens ne sont pas encore reliés au réseau d'eau potable.
La mode est à la philanthropie : les bourgeois fortunés financent des « bonnes œuvres » (Croix-Rouge, Armée du salut, Société philanthropique), soit pour entretenir leur réputation, soit le plus souvent de façon anonyme, par charité chrétienne et pour que leur argent serve à soulager la misère.

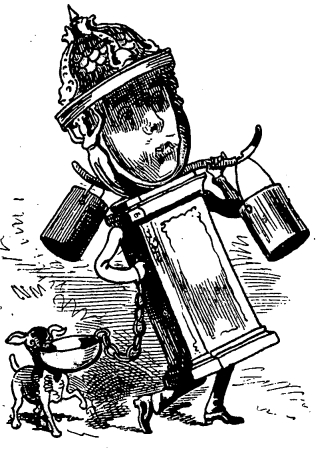
Sir Richard Wallace en fontaine Wallace, dans une caricature de Georges Lafosse parue dans Le Trombinoscope de Touchatout en 1873.

## Le commanditaire: Sir Richard Wallace
Parmi ces philanthropes, Sir Richard Wallace est l'un des plus éclectiques et des plus discrets.
Ayant hérité de son père une fortune en août 1870, il décide d'en faire profiter les Parisiens, ce qui lui vaut une grande popularité. Il reste considéré comme un philanthrope, au sens propre du terme, comme il y en avait beaucoup à l'époque. Son dévouement le pousse à rester dans sa villa parisienne assiégée pour pouvoir être là où le besoin se fait sentir, plutôt que de se réfugier dans une de ses luxueuses propriétés.
Il fonde également un hôpital, s'occupe de l'accueil des victimes des bombardements et de la distribution de vivres à la population. Il reste toujours fidèle à sa nation d'adoption, la France, où il sera inhumé au cimetière du Père-Lachaise.
Les fontaines portant son nom comptent parmi ses contributions au patrimoine parisien.

## Pourquoi des fontaines?
À la suite du siège de Paris et à la Commune, plusieurs aqueducs sont détruits, et le prix de l'eau, déjà élevé, en est considérablement augmenté. Les démunis se trouvent dans l'impossibilité d'en trouver gratuitement.
Dès lors, la tentation des « marchands de vin » est grande chez les indigents, et c'est un devoir moral que de les aider et de leur permettre de ne pas plonger dans l'ivrognerie. Le besoin urgent de ces « brasseries des quatre femmes » est clairement prouvé par la vitesse à laquelle le projet est concrétisé. Encore aujourd’hui, où l'eau et l'hygiène ne sont pas un problème pour la grande majorité des Parisiens, ces fontaines sont souvent les seuls points d'eau gratuits pour des personnes comme les SDF. Riches ou pauvres, tous les passants peuvent s'y désaltérer.

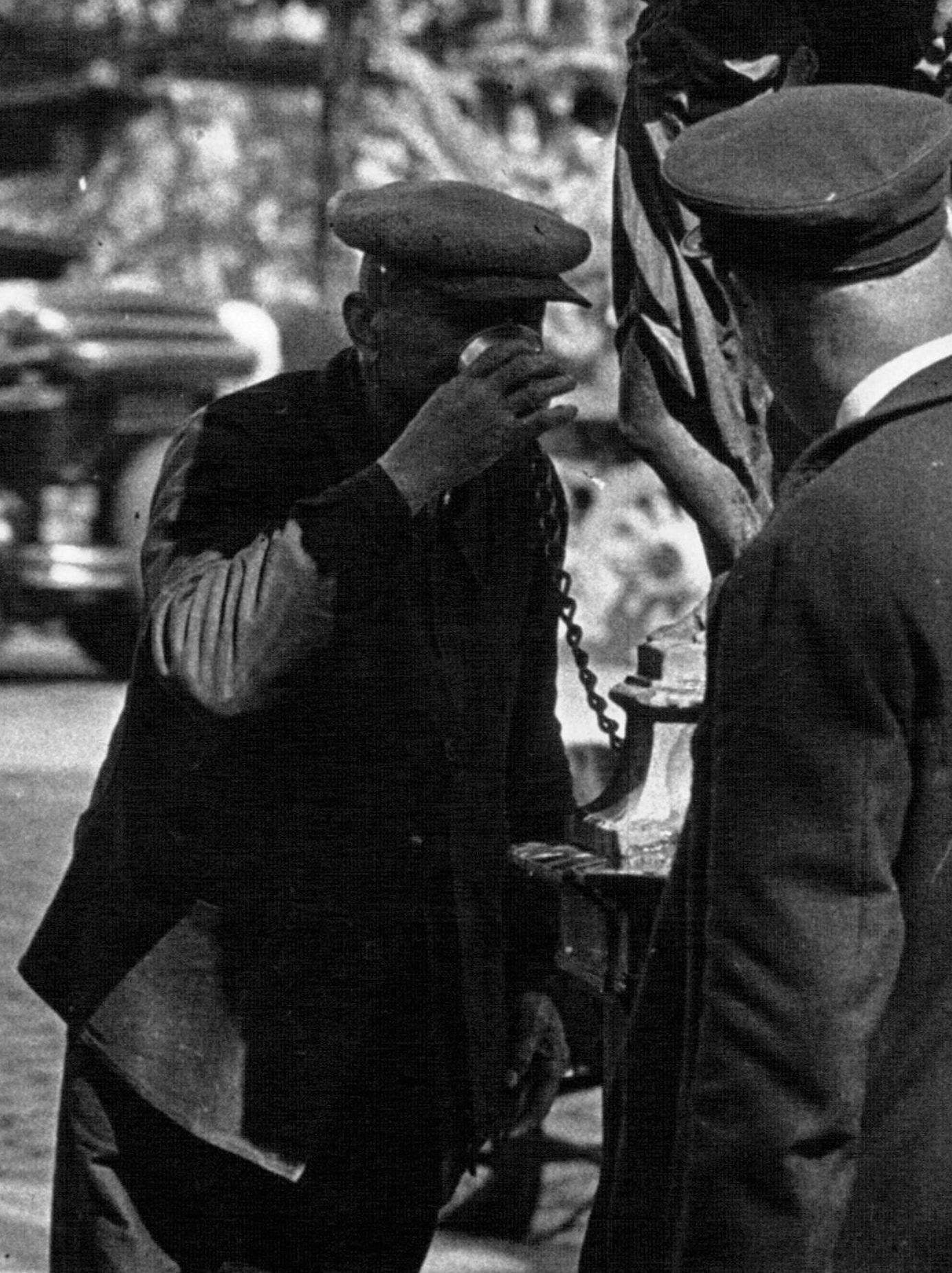
Gobelet à chaînette des fontaines Wallace, photographié en 1932.

La philosophie de Wallace est d'aider efficacement et discrètement ceux qui en ont besoin : les fontaines sont la manière d'y parvenir tout en réalisant son souhait d'embellir Paris, sans faire dans le spectaculaire.

### Choix de l'emplacement
À Paris, le choix de l'emplacement des fontaines est laissé à la ville. Celles-ci doivent être facilement accessibles au public et s'intégrer de la façon la plus harmonieuse possible dans leur environnement. La plupart sont érigées sur des places ou à l'angle de deux rues. C'est Eugène Belgrand, ingénieur des Ponts et Chaussées, qui fut directeur des Eaux et Égouts de Paris et qui travailla avec le préfet Haussmann, qui est chargé de choisir leur emplacement.
La première fontaine Wallace est installée et mise en eau en août 1872 sur le boulevard de la Villette ; les chroniqueurs de l'époque rapportent qu'un nombre considérable de Parisiens sont présents et tentent de s'en approcher dans une bousculade effrénée. Aucun personnage officiel n'était présent à cette inauguration.

## Conception
Richard Wallace conçoit lui-même ces fontaines, faites pour allier esthétique et utilité. Elles sont conçues dans le respect d'un strict cahier des charges :
- la taille : assez grande pour être visible de loin, mais pas trop pour ne pas rompre l'harmonie du paysage ;
- la forme : à la fois pratique d'utilisation et esthétique ;
- le prix : abordable pour permettre l'installation de dizaines d'exemplaires ;
- le matériau utilisé : résistant, facile à travailler, et commode d'entretien.

Les emplacements sont choisis par la mairie, ainsi que la couleur : vert profond, comme tout le mobilier urbain de cette époque, afin d'être discret et en harmonie avec les parcs et allées bordées d'arbres.
Richard Wallace crée quatre modèles différents, de taille et de conception différentes. Le matériau utilisé est la fonte, matériau économique, facile à mouler, robuste, et très utilisé à l'époque. La quasi-totalité de la dépense est prise en charge par Wallace. La ville de Paris participe à hauteur de 1 000 francs pour le grand modèle, et 450 francs pour le modèle mural, pour la plomberie et le raccordement au réseau.
La réalisation des fontaines sera l'œuvre des fonderies du Val d'Osne, situées dans la Haute-Marne, près de Saint-Dizier, alors grande région de production de fonte d'art. Sur le socle des plus anciennes fontaines se trouve la signature de l'usine. Plus tard, la production (qui se prolonge toujours actuellement) se fera à Sommevoire (Haute-Marne) par la Générale d'hydraulique et de mécanique, Antoine Durenne ayant racheté le Val d'Osne, et continuant à produire de multiples statues, fontaines et pièces de mobilier urbain.
Le succès des fontaines Wallace engendrera naturellement des copies par des fonderies concurrentes, ce qui explique qu'il existe des fontaines qui sont « à la manière de », sans être d'authentiques fontaines Wallace.
Souhaitant que son projet se concrétise le plus rapidement possible, Richard Wallace en confie la charge à Charles-Auguste Lebourg, un sculpteur à qui il a déjà fait appel. Ce Nantais améliore les croquis de Richard Wallace, pourtant déjà précis et réfléchis, pour faire de ces fontaines de véritables œuvres d'art.

## Les différents modèles

### Grand modèle
Caractéristiques : 2,71 m pour 610 kg.
Conçu par Sir Richard Wallace, ce modèle s'inspire de la fontaine des Innocents.
Sur un soubassement de pierre de Hauteville, repose un socle à huit pans sur lequel vient s'ajuster la partie supérieure composée de quatre cariatides se tournant le dos et soutenant à bout de bras un dôme orné d'une pointe, et décoré de dauphins.

Les quatre cariatides
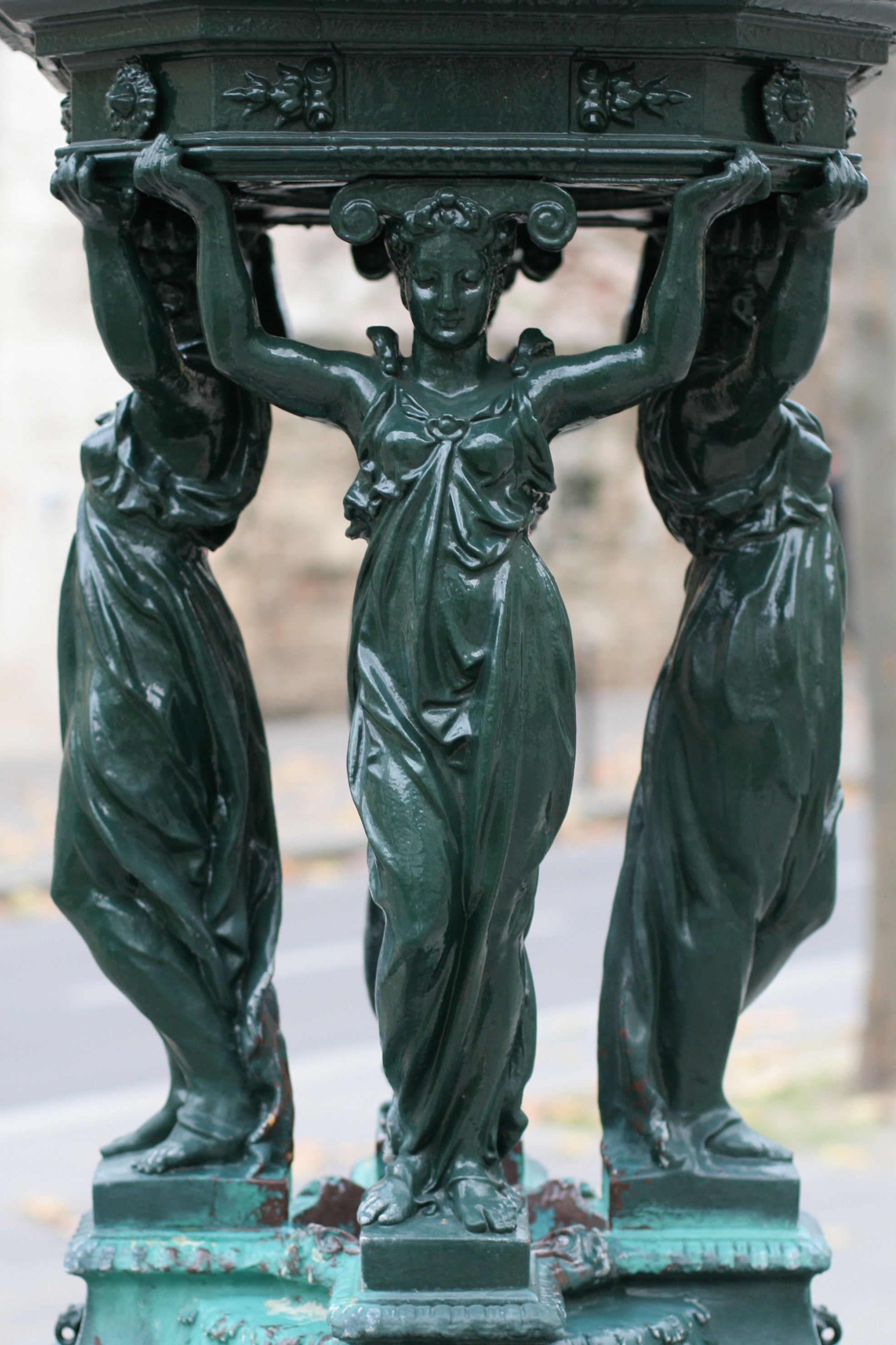
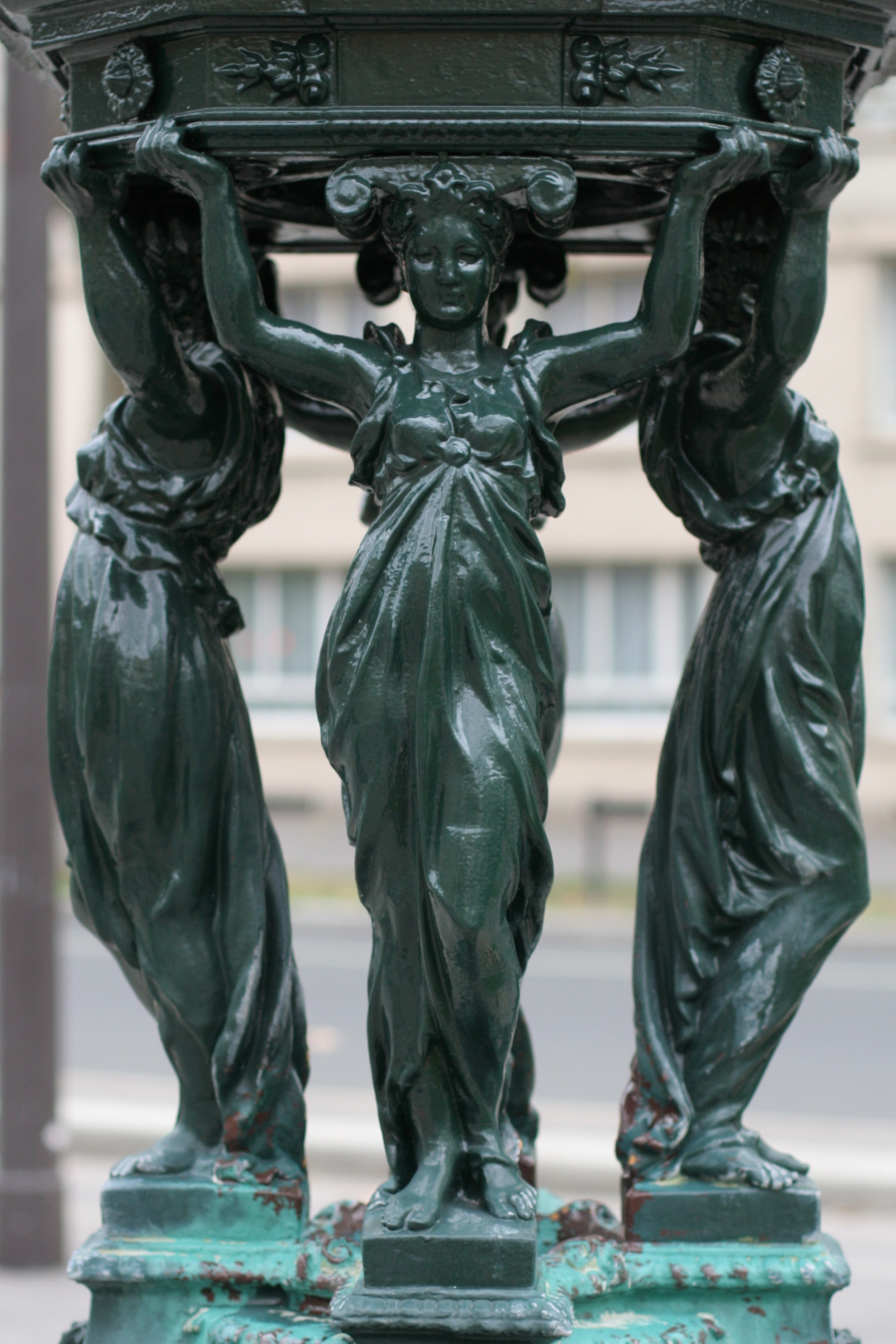
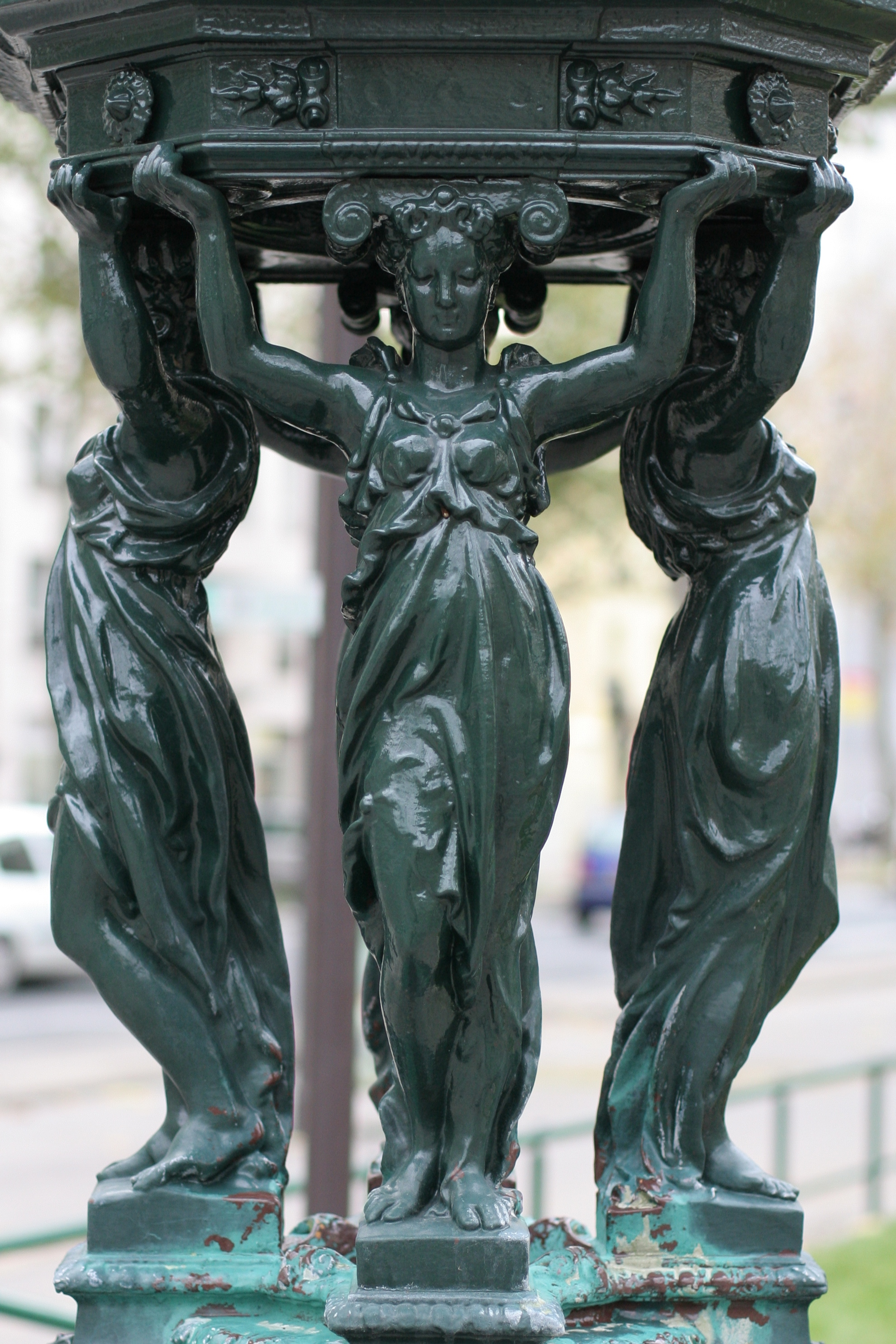
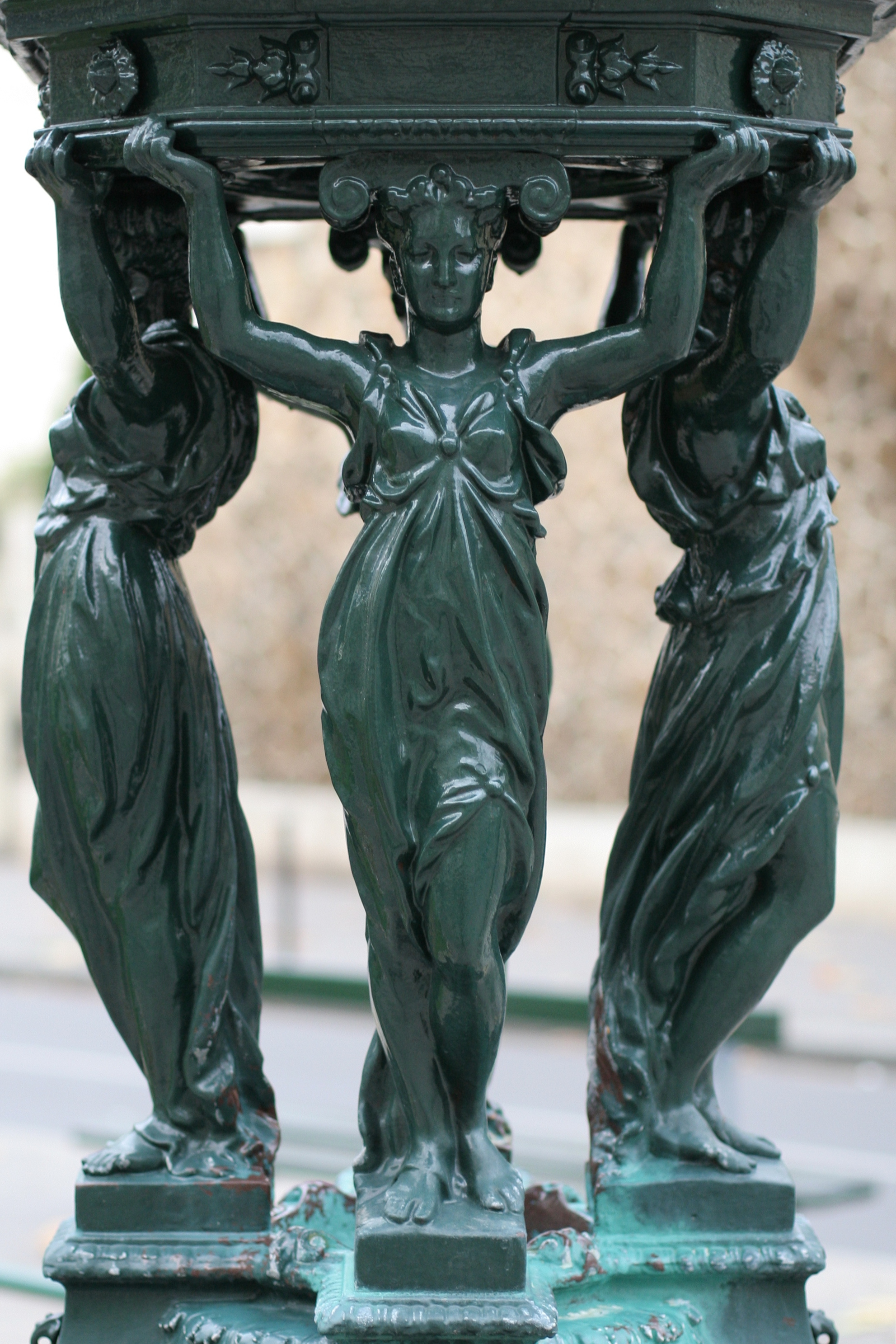

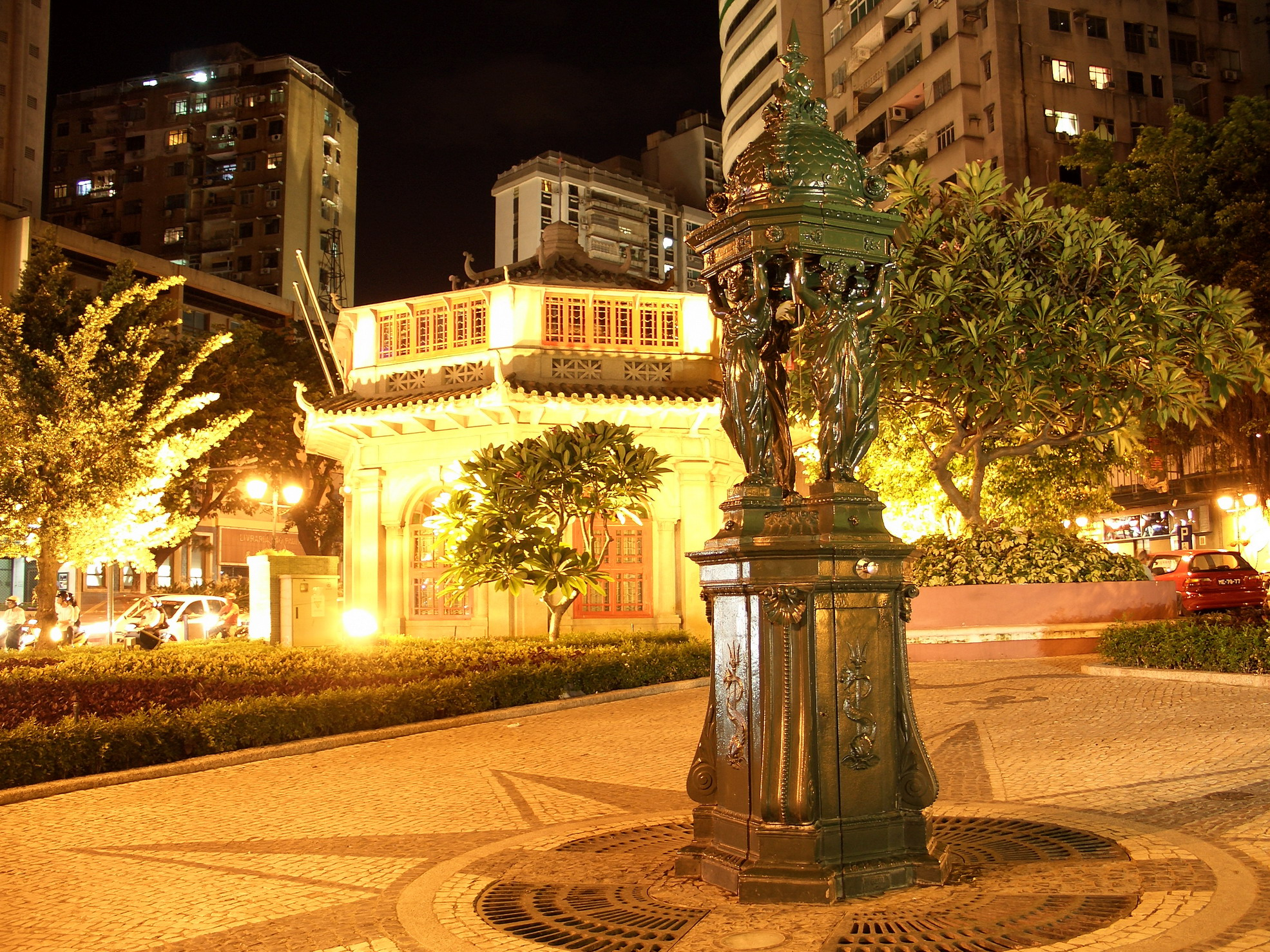
Macao, en Chine.

Les quatre cariatides représentent la bonté, la simplicité, la charité et la sobriété. Elles sont toutes différentes, soit par la position de leur genou et de leurs pieds, soit par la manière dont leur tunique est nouée au niveau du corsage.
Simplicité et Sobriété ont les yeux fermés ; Bonté et Charité les ont ouverts. Elles représentent également les quatre saisons : Simplicité symbolise le printemps, Charité l'été, Sobriété l'automne et Bonté l'hiver.
Le symbolisme est présent sur les huit faces du soubassement : les quatre plus larges sont décorées d'un trident autour duquel s'enroule un triton et les quatre autres montrent une conque de laquelle s'écoule un chapelet de perles. Conque et perles représentant l'ouïe et la parole. Ces quatre faces plus étroites sont en « excroissance » par rapport aux grandes faces ; de délicats roseaux les ornent latéralement.
L'eau est distribuée en un mince filet depuis le centre du dôme, puis tombe dans une vasque qui est désormais protégée par une grille. Pour faciliter la distribution, deux gobelets en fer étamé retenus par des chaînettes fixées aux boucles formées par les trompes des têtes d'éléphants toujours visibles sous le socle desdites cariatides, sont à la disposition du consommateur, restant toujours immergés pour plus de propreté. Ceux-ci sont supprimés en 1952 « par mesure d'hygiène », sur demande du Conseil d'hygiène publique de l'ancien département de la Seine,. À Paris, sept fontaines ont été peintes d'une couleur différente du vert imposé depuis Napoléon III, dont une rouge dans le quartier chinois, une jaune près des Grands Moulins, une bleue dans l'ancien quartier de la gare de Rungis, une autre étant située près de la mairie du 20e arrondissement.
Depuis 2021, certaines fontaines sont équipées d’un système de brumisation. Il se déclenche automatiquement, en cas de forte chaleur, toutes les quatre minutes.

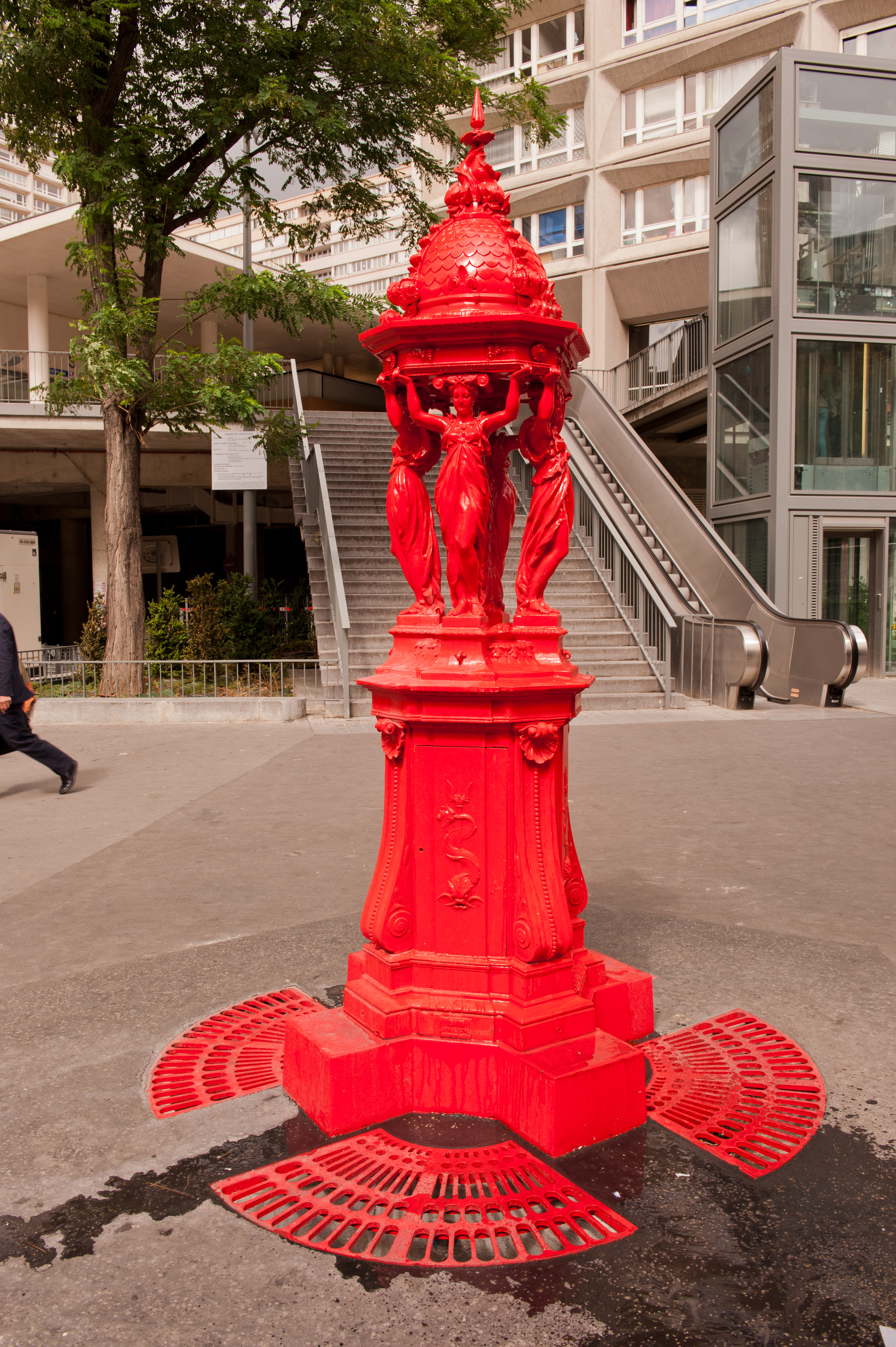
Avenue d'Ivry, à Paris.
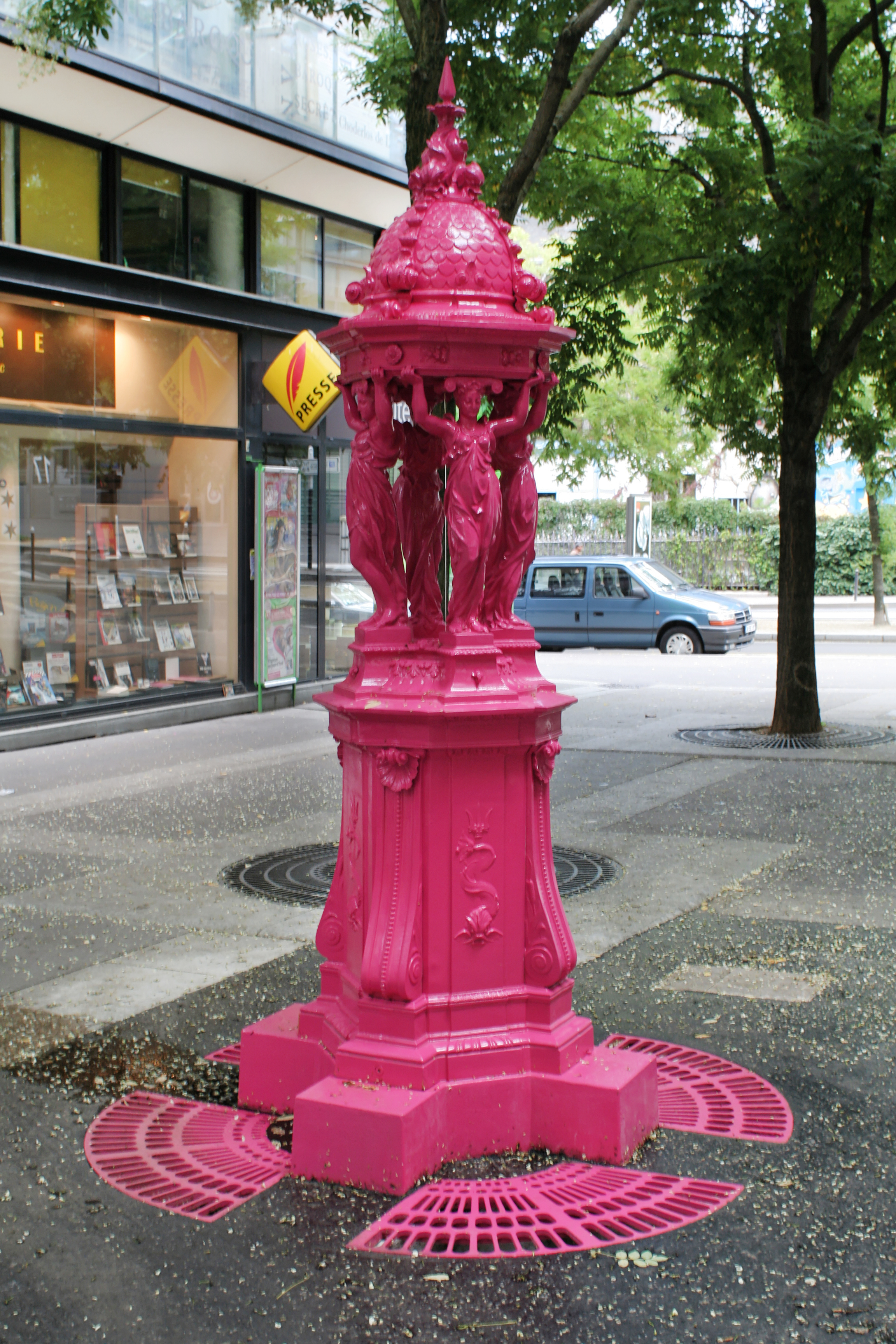
Rue Jean-Anouilh, à Paris.
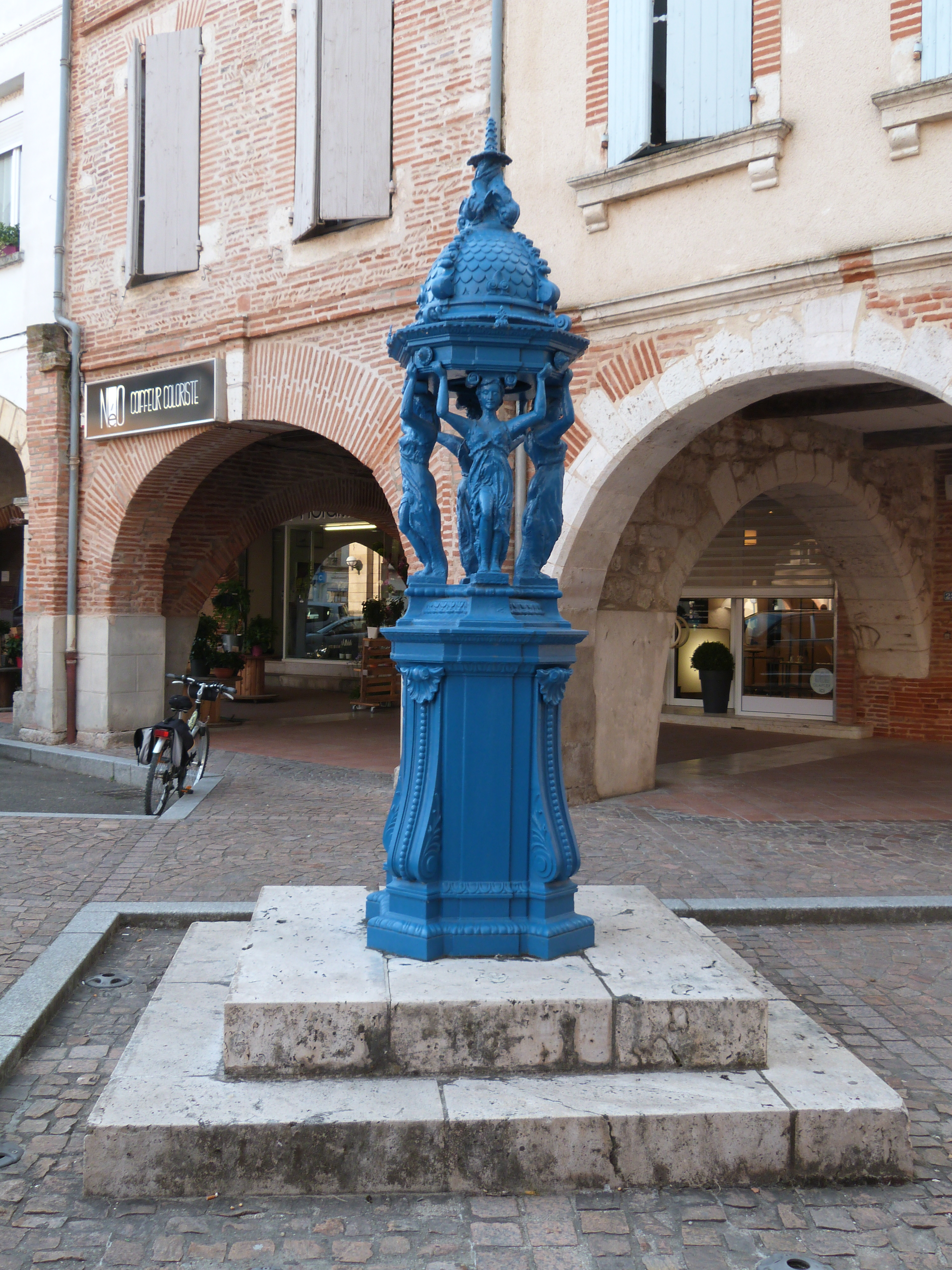
Valence.
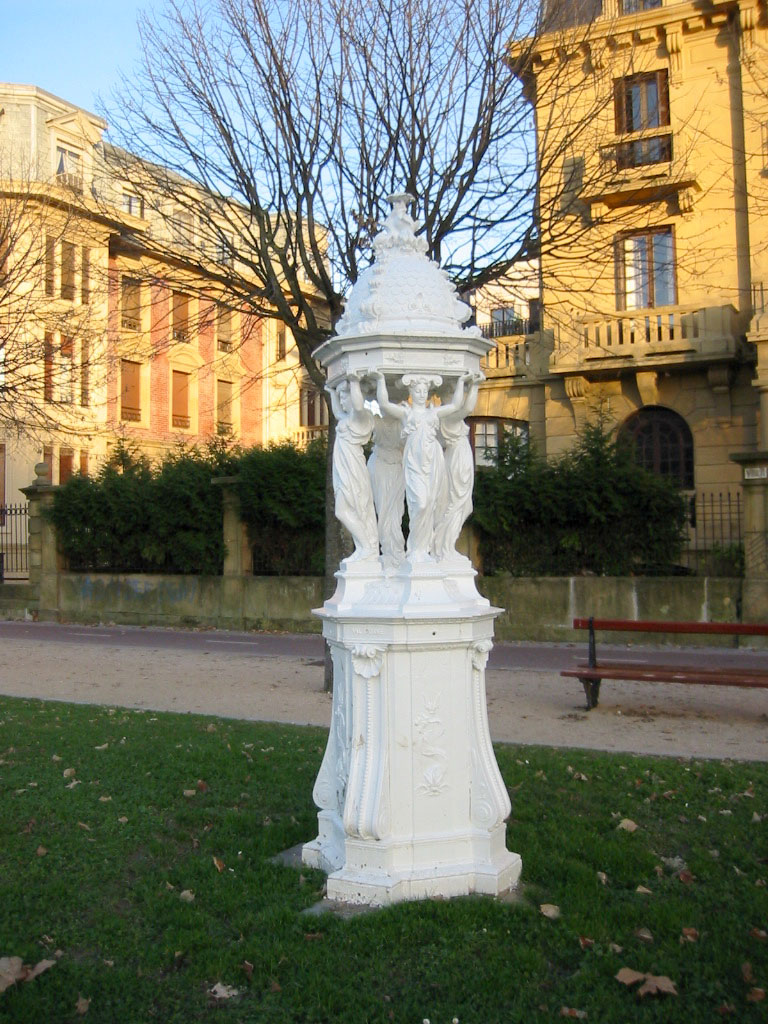
Saint-Sébastien, en Espagne.
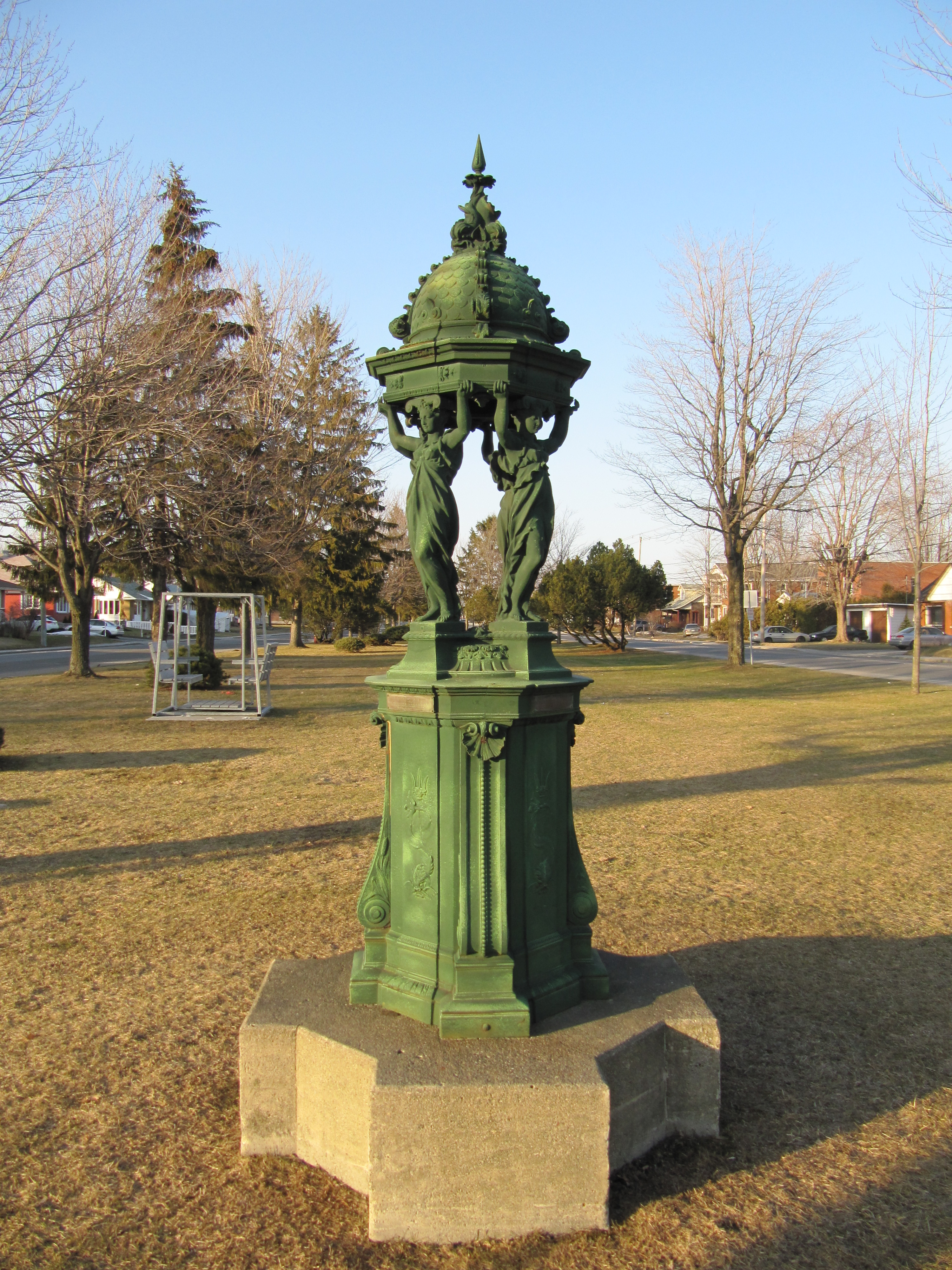
Granby (Québec), au Canada.

### Modèle à colonnettes
Caractéristiques : 2,50 m pour un peu plus de 500 kg.
Ce dernier modèle est réalisé par la suite. Les cariatides sont remplacées par des colonnettes pour réduire le coût de fabrication. La forme générale de la fontaine est comparable à celle du grand modèle, bien que le chapiteau ne soit pas aussi pointu, et la partie inférieure plus incurvée. Les quatre faces sont identiques.
Le fabricant est Chappée et fils. Fabriqué en une trentaine d'exemplaires, il n'en reste que deux à Paris, l'un rue de Rémusat, l'autre avenue des Ternes.
Un exemplaire de cette fontaine existe aussi au cœur des halles de la ville napoléonienne de La Roche-sur-Yon et un autre à Rio de Janeiro[source secondaire souhaitée].

Colonnettes, en applique et petit modèle
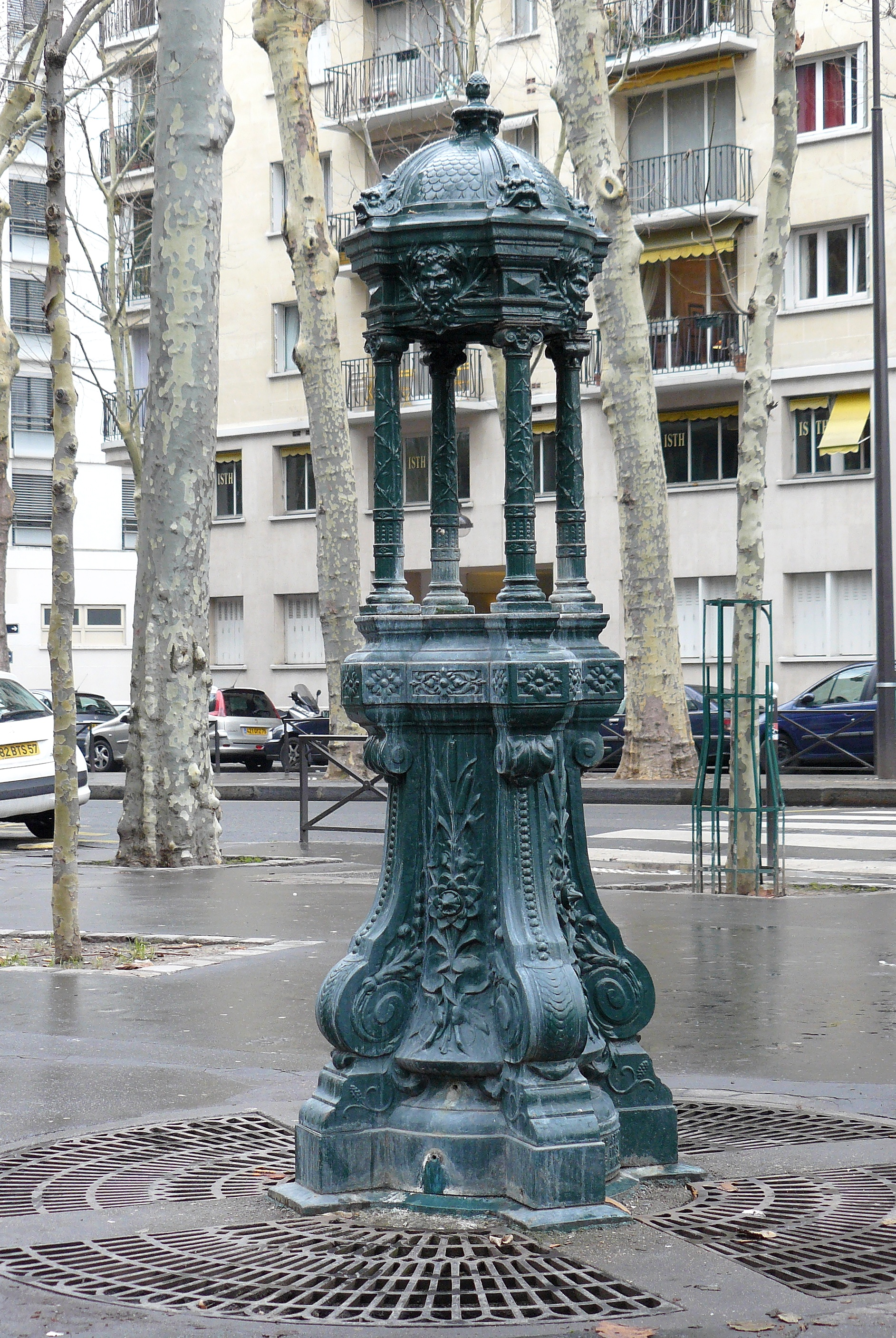
L'exemplaire à colonnettes de la rue de Rémusat, dans le 16e arrondissement de Paris.
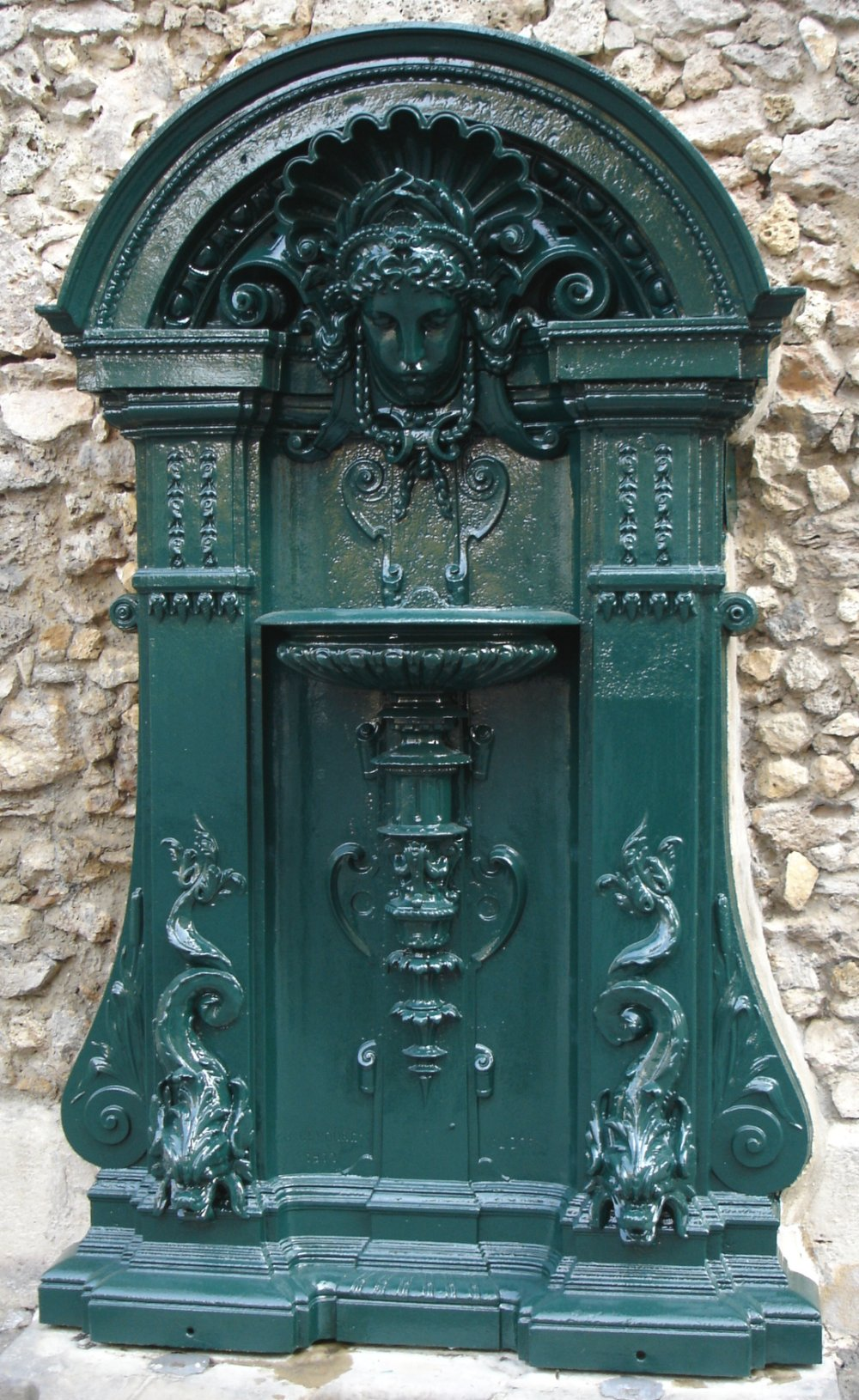
Modèle de fontaine en applique.
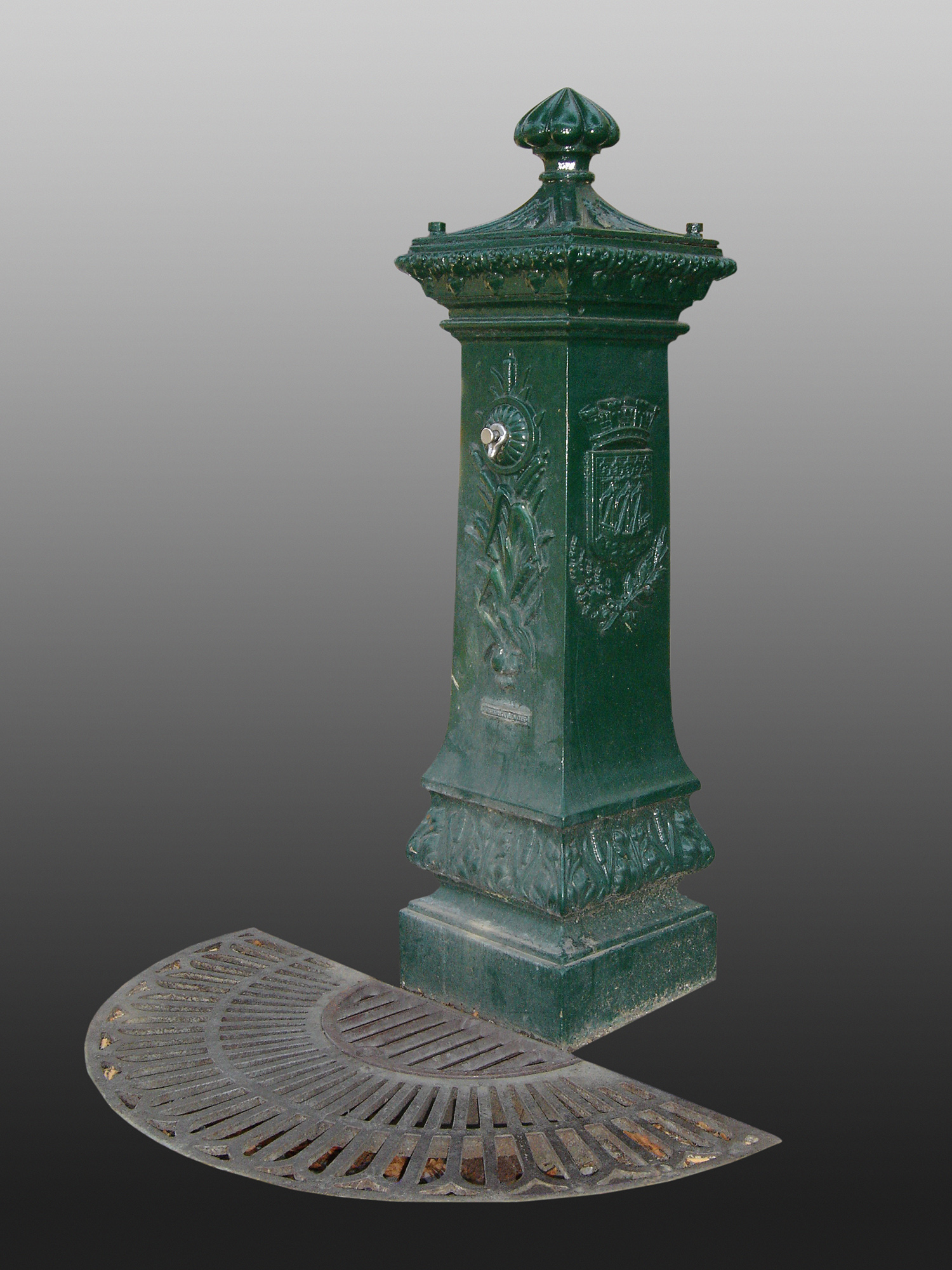
Fontaine à boire de la ville de Paris petit modèle (attribuée à tort à Wallace).

### Modèle en applique
Caractéristiques : 1,96 m pour 300 kg.

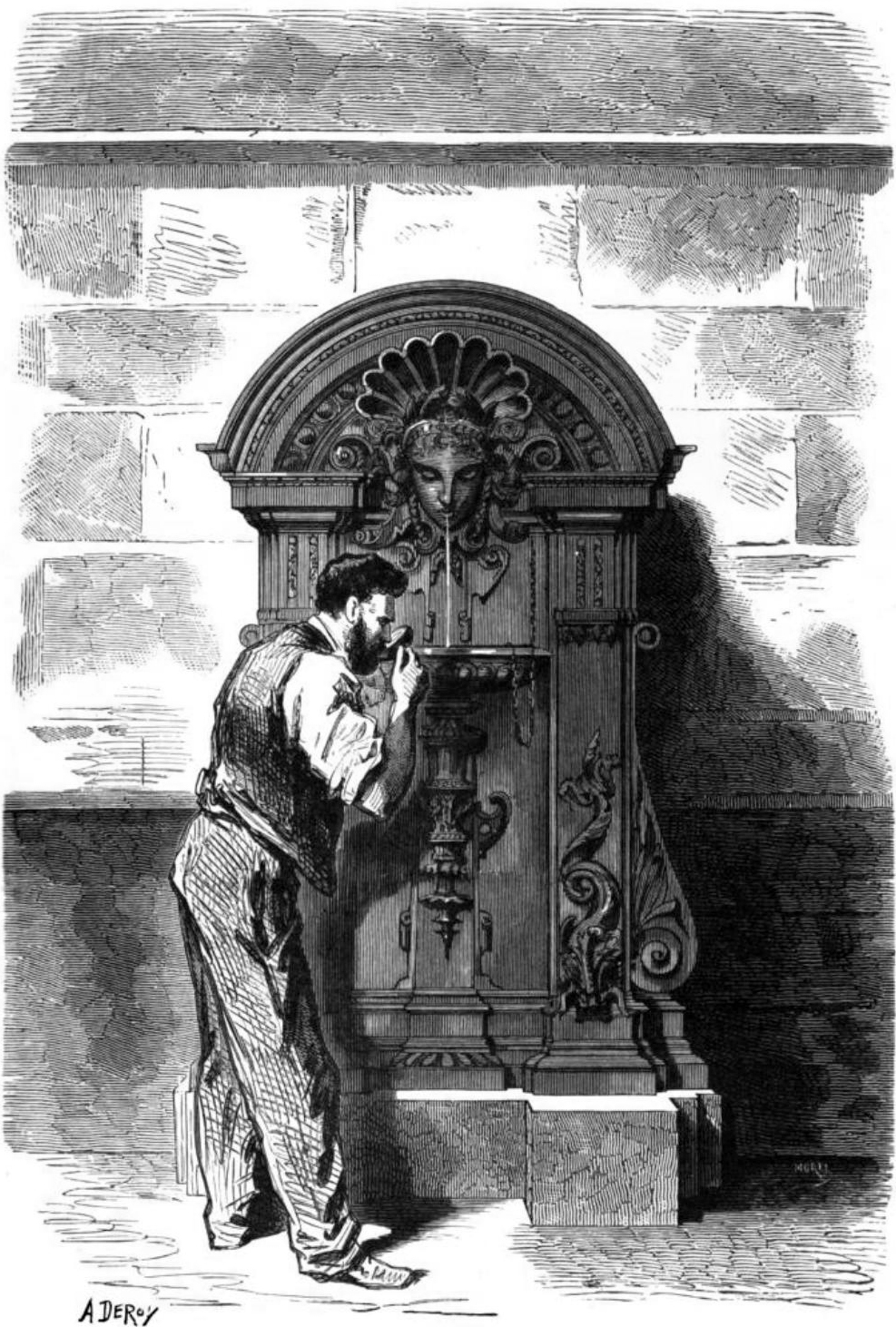
Illustration de 1882.

Au milieu d'un fronton semi-circulaire, un mascaron sous forme d'une tête de naïade déverse un petit filet d'eau qui vient tomber dans une vasque marine reposant entre deux pilastres. Deux gobelets permettaient également d'y boire, mais ils furent retirés au titre de la loi de 1952.
Ce modèle, peu coûteux à installer, devait être multiplié le long des murs des édifices à forte concentration humaine du type hôpitaux, casernes, etc. Cela n'est plus le cas, et il ne reste aujourd’hui qu'un seul exemplaire à Paris, situé au début de la rue Geoffroy-Saint-Hilaire, à droite de l'entrée du Jardin des Plantes.
Il existe six exemplaires au Jardin Botanique de Rio de Janeiro.

### Fontaine de petit modèle
Caractéristiques : 1,32 m pour 130 kg.
Ce ne sont pas des fontaines Wallace à proprement parler : elles sont créées par la fonderie du Val d'Osne, présentées dans une planche du catalogue de fonte d'art n° 2 planche 517) intitulée « fontaines à boire de la Ville de Paris ». Elles n'ont rien de commun avec le mécénat de Sir Wallace.
Ce sont de simples bornes-fontaines à bouton-poussoir, comme il s'en trouve dans les squares ou les jardins publics, marquées de l’écu parisien (celle installée sur la place des Invalides ne possède pas ces écus).
Ne mesurant que 1,32 m pour une masse de 130 kg, elles sont entièrement financées par la mairie de Paris.

## Fontaines Wallace et fontainesditesWallace
Les deux premiers modèles sont conçus et financés par Sir Richard Wallace, d'où leur nom. Les deux autres modèles sont créés dans le même style, et la ressemblance est flagrante, mais elles sont créées à la suite du succès des précédentes.
Cependant, les conceptions plus récentes n'égalent pas celles de Wallace, passionné de la Renaissance. Ainsi, les figures de femmes ne se retrouvent pas dans les suivantes, alors que, selon la conception de Wallace, elles font partie de la symbolique omniprésente dans l'art de la Renaissance, qui fait un parallèle entre l'eau et la femme, deux mères, tendres et sensuelles.

## Les fontaines aujourd’hui

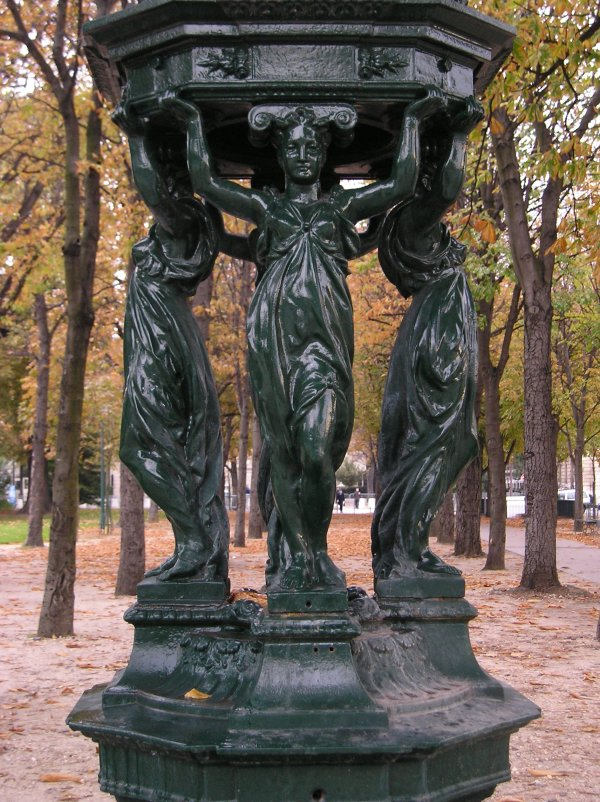
Détail d'une fontaine Wallace grand modèle, à Paris.

En 1893, Paris compte 63 exemplaires de grandes fontaines Wallace, contre 106 en 2022 (et 8 contre 1 exemplaire mural aux mêmes dates). La municipalité continue à en installer jusqu'aux années 1960. Seule une dizaine sont d'origine, les autres ayant été réalisées pour remplacer d'anciennes fontaines dégradées, à raison d'une par an de nos jours. Au fil des réaménagements urbains, certaines ont pu être déplacées.
La plupart des fontaines encore présentes dans la ville fonctionnent toujours et distribuent, contrairement à ce que pensent de nombreux passants, de l'eau potable. Elles fonctionnent du 15 mars au 15 novembre, les risques de gel durant les mois d'hiver mettant en péril la plomberie interne. Elles sont régulièrement entretenues et repeintes tous les cinq ans.
Elles font partie intégrante du paysage parisien, typique et pittoresque, au même titre que la tour Eiffel. Au cinéma, un plan sur une fontaine Wallace permet d'indiquer clairement que l'action se déroule à Paris. Ce n'est pas un hasard si Jean-Pierre Jeunet, dans Le Fabuleux Destin d'Amélie Poulain, a baptisé un des personnages Madeleine Wallace : « Elle pleure comme une madeleine, ou comme une fontaine… Wallace ! ». Par ailleurs Georges Brassens, dans sa chanson Le Bistrot, envisage comme pensum de s'abreuver à « l'eau de toutes les fontaines Wallace ». Enfin, Louis Aragon les cite :

« Rien n'est plus à la même place
Et l'eau des fontaines Wallace pleure après le marchand d'oublies »

— Louis Aragon in Les Feux de Paris, poème mis en chanson par Jean Ferrat sur l'album Ferrat 95

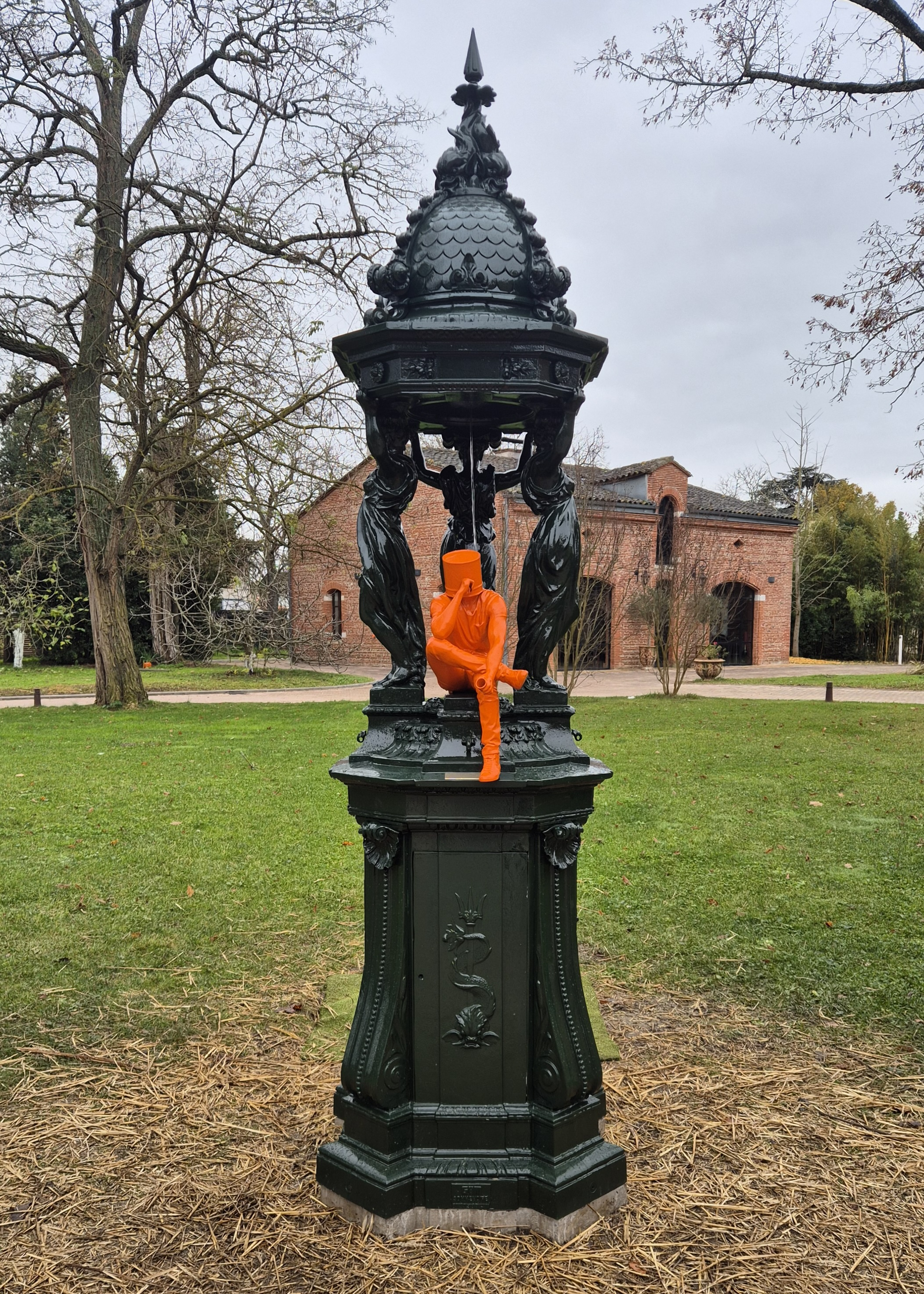
Revisite de l'artiste David David réalisée en collaboration avec la fonderie GHM.

Depuis plus d'un siècle qu'elles sont en place, ces fontaines n'ont quasiment jamais subi la critique. Cependant, de même que les non moins célèbres colonnes Morris, elles ne sont toujours pas inscrites aux monuments historiques, à l'exception des fontaines Wallace de la place Louis-Lépine depuis 1970.
Début 2011, trois nouvelles fontaines sont installées dans le 13e arrondissement à l'occasion des travaux de rénovation urbaine. Peintes de couleur vives lors de leur installation, elles devaient, à l'issue des travaux, être repeintes dans le vert usuel ; en 2022, sept fontaines dans Paris sont habillées de couleurs clinquantes. Elles ont été critiquées, si bien que l'adjointe à la maire de Paris chargée du patrimoine, Karen Taïeb, déclare que « le mouvement ne sera pas poursuivi ».
En 2015, à Souilly, la fontaine Wallace est volée le lendemain de sa remise en fonction après huit mois de rénovation. En 2019, les fontaines Wallace de Paris sont toujours fabriquées de manière artisanale par la société GHM, et la mairie dément l'information selon laquelle la ville s'apprête à remplacer les modèles historiques de fontaine par de nouveaux modèles plus design et fonctionnels.
En 2023, dans le cadre du parcours artistique estival Le Voyage à Nantes, la ville de Nantes a installé une série de quatre nouvelles fontaines publiques conçues par l’auteur de bande dessinée et illustrateur Cyril Pedrosa, en collaboration avec la fonderie GHM, fabricant historique des fontaines Wallace. Intitulé L’évasion, ce projet constitue une réinterprétation contemporaine et féministe des fontaines Wallace. Les sculptures représentent des figures féminines en mouvement, en rupture avec la posture figée des cariatides traditionnelles. Mises en service en juin 2023, ces fontaines sont fonctionnelles et équipées d’un bouton poussoir permettant l’écoulement de l’eau à la demande. Ce dispositif favorise une utilisation raisonnée de la ressource et répond aux exigences d’accessibilité pour les personnes à mobilité réduite.
En 2024, l'artiste contemporain français David David revisite la Fontaine Wallace en collaboration avec la fonderie GHM. Dans cette édition limitée et sur commande, une des quatre cariatides est remplacée par le personnage emblématique de l'artiste Blind, tenant un verre à la main.

## Postérité

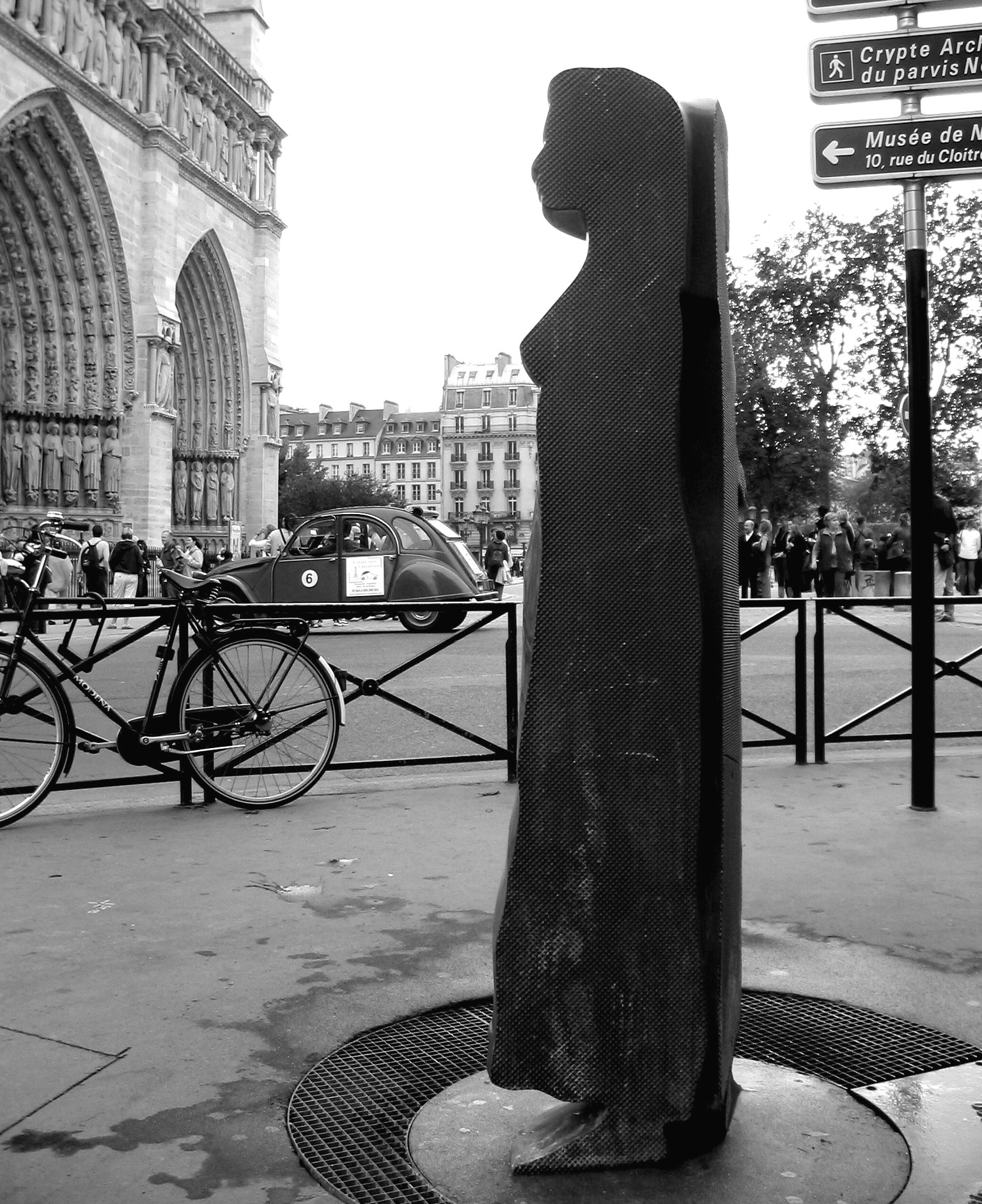
Une des « fontaines de l'An 2000 » à Paris, près de Notre-Dame.

En 2000, la Société anonyme de gestion des eaux de Paris lance un concours pour la conception d'un nouveau type de « fontaine à boire », dans la lignée des fontaines Wallace. Le projet retenu est celui de la société Radi Designers. Trois fontaines, dans un premier temps (2000-2001), sont installées dans Paris, pour un budget d'environ 230 000 €. Une se trouve sur le parvis de Notre-Dame (au coin de la rue d’Arcole), une autre sur la place Saint-Michel, la troisième au centre de la place de la Garenne (dans le 14e arrondissement). Elles sont aussi appelées « fontaines de l'an 2000 », mais leur généralisation semble avoir été abandonnée[source secondaire souhaitée].

## Dans la culture populaire
- Dans le film Le Fabuleux Destin d'Amélie Poulain (2001), le personnage de Madeleine Wallace fait référence aux fontaines Wallace pour souligner son destin malheureux : « C'est vous dire si j'étais prédestinée aux larmes ! ».
- Une fontaine Wallace est présente dans le square du niveau « Ghetto parisien » du jeu vidéo Tomb Raider : L'Ange des ténèbres (2003).
- Dans le film Les Animaux fantastiques : Les Crimes de Grindelwald (2018), les fontaines Wallace des jardins publics permettent aux sorciers d'accéder au ministère des Affaires Magiques : en se plaçant devant l'une de ces fontaines, ils font apparaître un ascenseur dans les racines d'un arbre environnant, les conduisant jusqu'au bâtiment secret[21].

### Pour approfondir
- Wallace Collection
- Liste des fontaines Wallace de Paris
- Liste des fontaines Wallace (hors Paris et dans le monde)
- Liste des fontaines de Paris
- Liste des œuvres publiques de Nantes